# Производство
Продукцията, в икономически смисъл, е процесът на създаване на стопански и нестопански блага или предмети, служещи за удовлетворение на човешките потребности.
Условно може да бъде разделена в следните категории:
- 1) добив на дарове от природата в готов вид (лов, риболов, дърводобив);
- 2) отглежане и размножаване на животни и растителни продукти, с помощта на природата (селско стопанство и неговите подотрасли: лесовъдство, животновъдство, рибовъдство и пр.);
- 3) преработка на дарове от природата във вида, от който се нуждае човечеството (обработваща промишленост);
- 4) предлагане на стопански и нестопански блага от производителите към потребителите (търговия и услуги).